# Пандемії чуми
В історії відомі три колосальні пандемії чуми. Як тільки чума — хвороба, спочатку властива пустельним і степовим гризунам, знайшла дорогу до людей — вона почала лютувати з великою жорстокістю. Дійсно, якщо під час епідемій натуральної віспи, холери, висипного тифу, іспанського грипу — гинуло, за рідкісними винятками, не більше 30 % хворих, то захворювання чумою означало вірну смерть. Хворий з великою імовірністю помирав через кілька днів, тому жах епідемій чуми затьмарював жах всіх війн.

## Перша пандемія
Перша — «Юстиніанова чума», почалася в Єгипті в 536 році, спустошила майже всі країни Середземномор'я і трималася близько 60 років. У розпал епідемії в 542 році тільки в Константинополі щодня вмирали тисячі людей. Візантія втратила приблизно половину населення.

## Друга пандемія

Поширення Чорної смерті в Європі в 1347—1353 роках

Друга пандемія — «Чорна смерть» — зародилася в Азії і в 1346—1348 роках вирувала в Європі, де її жертвами стали 25 мільйонів осіб.
У ширшому сенсі друга пандемія «наклала свій зловісний відбиток на все європейське середньовіччя». Історики виділяють такі піки активності чуми, між якими часом змінювалося кілька поколінь людей, що не знали чуми:
- 1050—1200 роки — попередні епідемії в Азії; епідемії чуми відзначалися в Індії, Середній Азії та Китаї, але чума проникла також в Сирію і Єгипет[1]
- 1346—1382 роки («Чорна смерть»)[2]
- 1545—1683 роки[2]
- 1710—1830 роки[2].

## Третя пандемія
Третя пандемія — пандемія чуми, почалася в 1855 році в китайській провінції Юньнань або, у ширшому сенсі, з безлічі природних вогнищ в Центральному та Південно-Східному Китаї, і офіційним початком пандемії вважається випадково обрана епідемія в Кантоні, незважаючи на те, що епідемії чуми періодично спалахували там з 1850-х років. Як тільки епідемія досягла узбережжя, судна, на цей раз з паровими двигунами, швидко рознесли чуму по всіх частинах світу. Спалахи чуми відзначалися у 87 портових містах (з декількох тисяч портів того часу). Особливо чума лютувала в Гонконзі і Бомбеї. Чума також поширилася на всі континенти завдяки торговельним суднам у вигляді відносно невеликих за масштабом спалахів, що не призвели, проте, до виникнення епідемій, зіставних за масштабами з епідеміями середньовіччя.